# Все круто
Все круто (англ. Running Cool) — американський бойовик 1993 року.

## Сюжет
Байкер Бон, разом зі своїм другом Ведмедем вирушає до маленького містечка Південної Каліфорнії, щоб допомогти своєму давньому другу на прізвисько «Залізна дупа», у якого почалися проблеми з місцевими бізнесменами. Річ у тому, що вже старий байкер живе в дуже мальовничому місці, де ще збереглася незаймана природа, а місцевий бізнесмен Блу намагається прибрати до рук всі ці території. З цих місць вже виїхало багато людей, але старий байкер не здається і відстоює своє право жити там, де хоче. Тоді Блу і його люди вирішують вдатися до незаконних методів розв'язання своєї проблеми.

## У ролях
| Актор             | Роль                   |
| ----------------- | ---------------------- |
| Ендрю Дівофф      | Бон                    |
| Трейсі Себастьян  | Блу Хогг               |
| Діді Пфайфер      | Мішель                 |
| Пол Глісон        | Кальвін Хогг           |
| Арлен Дін Снайдер | шериф                  |
| Бубба Бейкер      | Ведмідь                |
| Джеймс Гаммон     | Гарретт «Залізна дупа» |
| Б.Дж. Девіс       | Бубба                  |
| Арні Кокс         | Біг Ред                |
| Керолін Гендрон   | Мелані Гарретт         |
| Марлен Кемерон    | Гетті                  |
| Вірджинія Лайт    | Ада                    |